# Myszków
Myszków (deutsch Mischkau) ist eine Kreisstadt in der Woiwodschaft Schlesien in Polen. Die Industriestadt liegt beiderseits der Warthe, etwa 30 km südöstlich von Częstochowa entfernt im Nordwesten der Region Kleinpolen.

## Geschichte

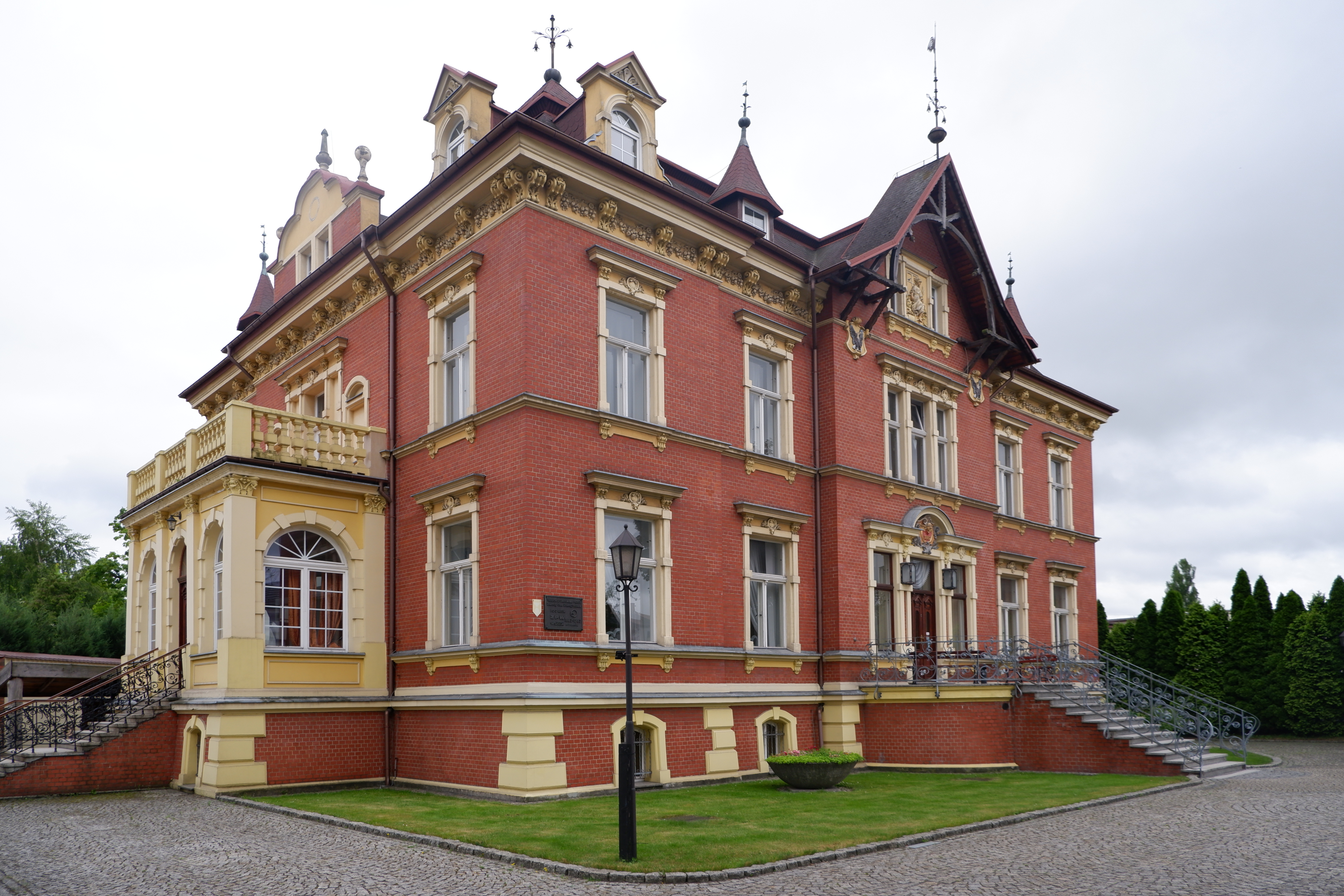
Historische Villa des Fabrikanten August Schmelzer

Im unfruchtbaren, von Feuchtgebieten durchzogenen Warthetal verlief die Grenze zwischen Kleinpolen bzw. dem Königreich Polen sowie dem seit dem 14. Jahrhundert zu Böhmen gehörenden Schlesien (siehe Herzogtum Siewierz). Diese widrigen Bedingungen verhinderten lange eine dauerhafte Besiedlung. Der Name des Dorfes Myszków ist erst seit 1629 urkundlich nachgewiesen, jedoch trug Myszków früher die Bezeichnung Eisenhammer Żarki, dessen erstmalige Verwendung in das Jahr 1442 fällt. Zu großer Bedeutung kam dieser Ort jedoch nicht und blieb stets im Schatten der nahegelegenen Ortschaften Mrzygłód und Ciszówka, die bereits 1412 bzw. 1437 erstmals urkundlich erwähnt wurden und sich zu florierenden Marktorten entwickelten. Insbesondere von der benachbarten Ortschaft Ciszówka war Myszków damals abhängig. Der Name Myszków, der sich schließlich im 17. Jahrhundert durchsetzte, geht wahrscheinlich auf den Namen Myszek oder auf die Adelsfamilie Myszkowski zurück, die in der Gegend über ausgedehnten Grundbesitz verfügten. Mit Ausnahme der Ortschaften Mijaczów und Będusz im Herzogtum Siewierz teilte das Gebiet um Myszków sowie Mrzygłód und Ciszówka das Los der Woiwodschaft Krakau, der es zugehörig war, und wurde 1795 als Teil Neuschlesiens preußisch. 1807 wurde es dem neu gegründeten Herzogtum Warschau angegliedert, um dann ab 1815 zu Kongresspolen zu gehören. 1827 gab es in Myszków 47 Häuser mit 274 Einwohnern, zum Vergleich hatte Mrzygłód 152 Häuser mit 1079 Einwohnern, größer war auch Mrzygłódka (520 Einw.).
Erst im 19. Jahrhundert erlebte die Region infolge der Industrialisierung und der Nähe zum Dombrowaer Kohlebecken einen wirtschaftlichen Aufschwung. Insbesondere der Bau der Warschau-Wiener Eisenbahnlinie über Kattowitz, an der Myszków Anschluss fand, verband das Dorf mit den florierenden Industriegebieten. Nach Funden von Braunkohle wurden im heutigen Stadtgebiet fünf heute nicht mehr existierende Kohlebergwerke angelegt. Darüber hinaus folgten die Metallfabrik Michałów, das Stahlwerk Mystal sowie eine Fabrik, die Emaillegeschirr herstellte. Aber auch Betriebe der Papierherstellung und der Baumwollindustrie siedelten sich in der Stadt an. Es kam zur Urbanisierung in Mijaczów sowie zur Unterscheidung von Myszków auf zwei Teile Stary (Alt) Myszków und Nowy (Neu) Myszków.
Nach dem Ende des Ersten Weltkriegs kam es zu Polen. Im Jahr 1921 gab es in den Dörfern Myszków Stary und Myszków Nowy in der Gemeinde Żarki im Powiat Będziński der Woiwodschaft Kielce insgesamt 2648 Einwohnern, es waren überwiegend polnische Römisch-Katholiken, es gab auch 563 Juden.
Während der deutschen Besatzung Polens wurden diese Juden ghettoisiert, zur Zwangsarbeit gezwungen und schließlich im KZ Auschwitz ermordet.

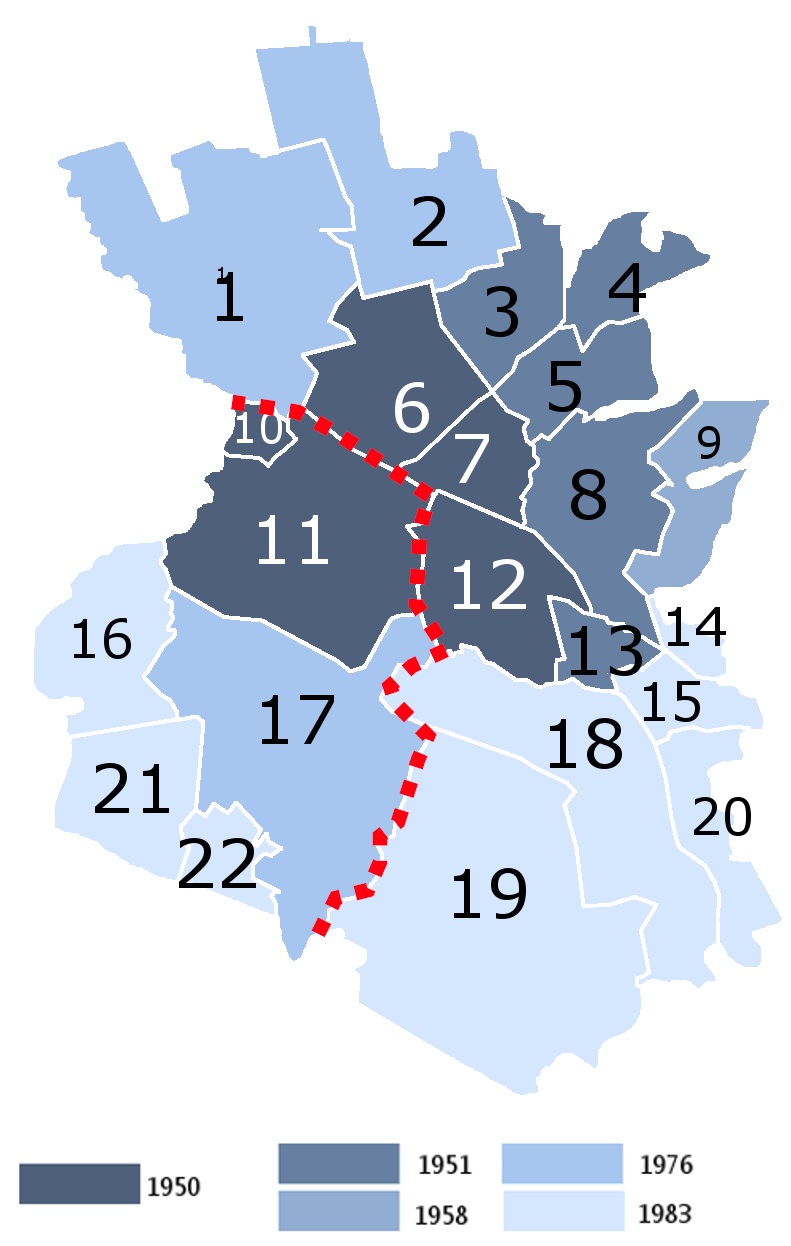
Territoriale Entwicklung von Myszków 1950–1983. ---- 1. Nowa Wieś, 2. Osińska Góra, 3. Połomia Myszków, 4. Helenówka, 5. Czarna Struga, 6. Nowy Myszków, 7. Stary Myszków, 8. Pohulanka, 9. Bory, 10. Michałów, 11. Mijaczów, 12. Ciszówka, 13. Gruchla, 14. Ręby, 15. Kręciwilk, 16. Potasznia, 17. Będusz, 18. Mrzygłód, 19. Mrzygłódka, 20. Nierada, 21. Labry, 22. Smudzówka. Rote gestrichelte Linie – ehemalige Grenze des Herzogtums Siewierz

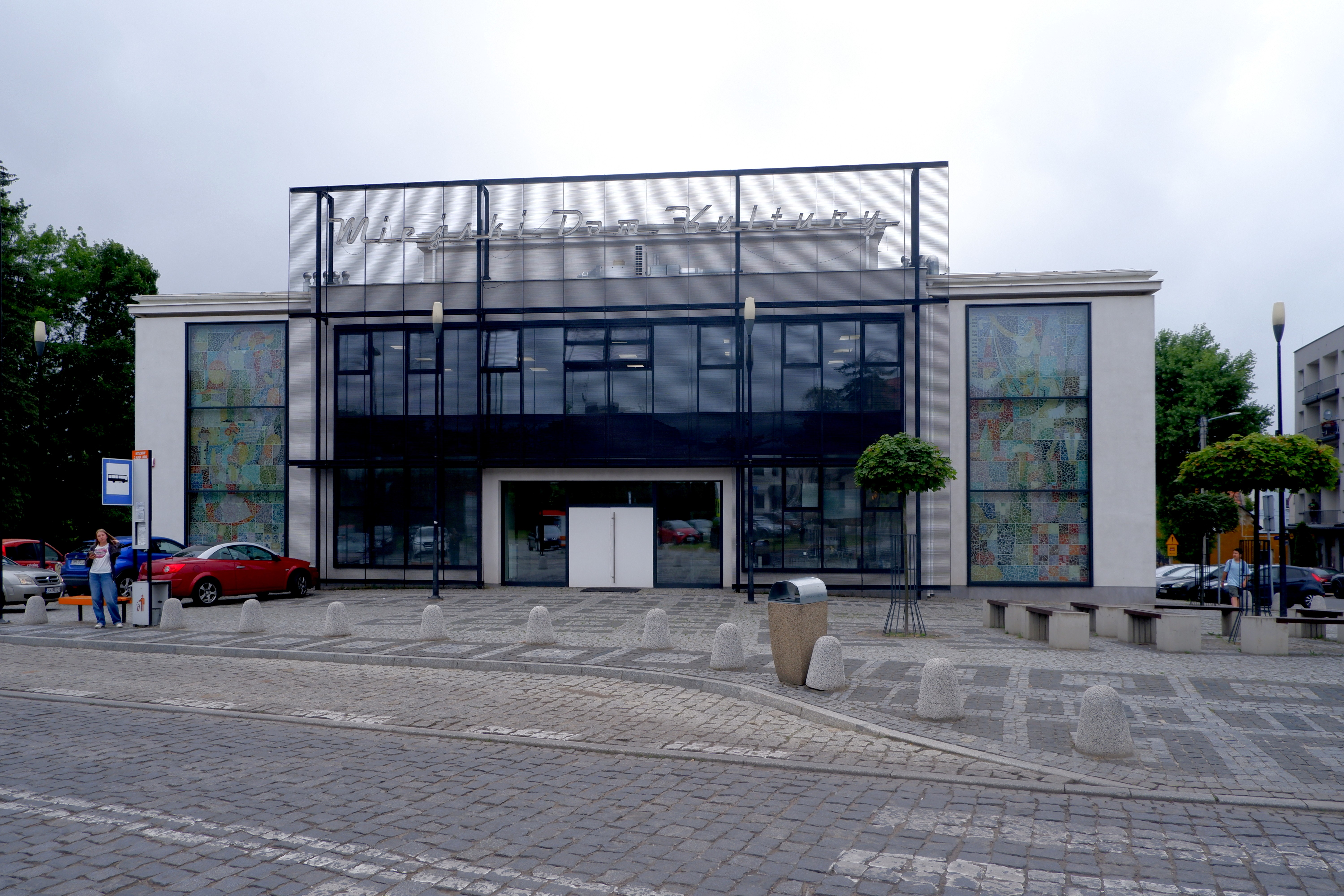
Kulturhaus

Erst im Jahre 1950 wurde Myszków zur Stadt erhoben. Anfänglich umfasste die neue Stadt die Stadtteile Stary Myszków, Nowy Myszków, Michałów, Mijaczów und Ciszówka. 1956 wurde sie zum Sitz des neuen Powiats. Heute hat die Stadt vorwiegend mit dem Strukturwandel zu kämpfen, wodurch viele Arbeitsplätze in verschiedenen Industriezweigen wegfielen. Trotzdem ist ein erneuter Aufschwung im Bergbau zu erwarten, da in Myszków in jüngster Zeit Vorkommen von Molybdän, Wolfram, Silber und Kupfer entdeckt wurden.

## Bildung
Im Stadtgebiet von Myszków befinden sich acht Grundschulen, fünf Mittelschulen sowie ein Gymnasium (Liceum Ogólnokształcące im. mjr Henryka Sucharskiego) und zwei Berufsschulen.

## Verkehr
Myszków hat vier Haltestellen an der Bahnstrecke Warszawa–Katowice.

## Städtepartnerschaften
Myszków unterhält mit folgenden Städten Partnerschaften:
- Kopřivnice (Tschechien) seit 1997
- Los Alcázares (Spanien) seit 1999
- Zwönitz (Deutschland) seit 2001
- Námestovo (Slowakei) seit 2002
- Békés, Ungarn, seit 2014[3]

## Söhne und Töchter der Stadt
- Simon Snopkowski (1925–2001), Arzt
- Jadwiga Wiśniewska (* 1963), Politikerin
- Magdalena Cielecka (* 1972), Schauspielerin
- Artur Bramora (* 1972), Politiker
- Aleksander Miśta (* 1983), Schachgroßmeister